# Край Света
Край Света — мыс на северо-востоке острова Шикотан, Сахалинская область, Россия.
Представляет собой скалу, уходящую далеко в воды Тихого океана и обрывающуюся вниз 40—50-метровыми уступами.
Во второй половине XX века получил широкую известность среди туристов и художников.
Расстояние до следующей в юго-восточном направлении суши составляет около 5400 км. В хорошую погоду с мыса можно наблюдать горы и вулканы соседних островов Кунашир и Итуруп.
Сам мыс Край Света со стороны можно наблюдать с мыса Краб, который является самой восточной точкой острова.
Для того чтобы подойти к его уступам, необходимо пешком преодолеть расстояние около 10 км.
Название Край Света мысу дал руководитель Курильской комплексной экспедиции 1946 года Ю. К. Ефремов, который исследовал остров после его включения в состав РСФСР.
Заставки с видом мыса можно наблюдать в советском фильме о приключениях Робинзона Крузо.